# Джек Мартін (хокеїст)
Джек Мартін (англ. Jack Martin, 29 листопада 1940, Сент-Кетерінс — 8 грудня 2023) — канадський хокеїст, що грав на позиції центрального нападника.

## Ігрова кар'єра
Професійну хокейну кар'єру розпочав 1960 року.
Усю професійну клубну ігрову кар'єру, що тривала 6 років, провів, захищаючи кольори команд нижчих дивізіонів Канади та США. У складі «Торонто Мейпл-Ліфс» провів один матч у сезоні 1960—61.